# Microporella speciosa
Microporella speciosa is een mosdiertjessoort uit de familie van de Microporellidae. De wetenschappelijke naam van de soort is voor het eerst geldig gepubliceerd in 1998 door Suwa, Dick & Mawatari.